# Gilles Pisier
Pour les articles homonymes, voir Pisier.
Gilles Pisier, né le 18 novembre 1950 à Nouméa, est un mathématicien français.
Professeur de mathématiques à l'université Pierre-et-Marie-Curie, distinguished professor à l'université A&M du Texas et membre de l'Académie des sciences, il est spécialiste de l'analyse fonctionnelle.

## Biographie

### Famille, jeunesse
Gilles Pisier est le fils de Georges Pisier, administrateur colonial en Indochine française (à Hanoï)  sous le régime de Vichy, et de Paula Caucanas, future secrétaire générale de l'Association pour le droit de mourir dans la dignité (ADMD).
Il est le frère cadet de l'écrivaine Évelyne Pisier (1941-2017) et de l'actrice Marie-France Pisier (1944-2011).

### Formation
Il obtient son baccalauréat au lycée Buffon en 1967, puis il étudie en classes préparatoires scientifiques les deux années suivantes au lycée Louis-le-Grand.
De 1969 à 1972, il étudie à l'École polytechnique, puis obtient son DEA de mathématiques pures à l'université Pierre-et-Marie-Curie en 1972. Sous la direction de Laurent Schwartz, il obtient ensuite son doctorat en mathématiques à l'université Paris-Diderot en 1977, avec une thèse sur les « Séries aléatoires vectorielles, martingales et propriétés géométriques des espaces de Banach ».

## Domaines d'études
Il est spécialisé en analyse fonctionnelle. Certains de ses travaux ont trait à la théorie des probabilités, à l'analyse harmonique, à la théorie des opérateurs (en) et aux C*-algèbres. Parmi ses doctorants, il y a Mikael de la Salle.

## Distinctions
- Prix Salem (1979)
- Prix Carrière de l'Académie des sciences (1982)
- Prix fondé par l'État de l'Académie des sciences (1992)
- Prix Ostrowski (1997)
- Médaille Stefan-Banach de l'Académie polonaise des sciences (2001)
- Fellow de la Société américaine de mathématiques (2013)[6]